# 郭隆真

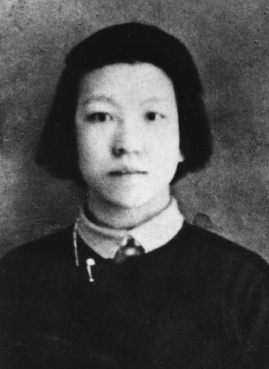
郭隆真

郭隆真（1894年—1931年4月5日），原名郭淑善、又名郭林一，女，回族，直隶元城人，中国共产党早期活动家。

## 生平
1894年，郭隆真出生于直隶省元城（今河北省大名县）金滩镇的一户封建士绅家庭中。1913年，赴天津入读直隶第一女子师范学校。尚未毕业时被母亲骗回家乡与人结婚。抗争后离婚，重返天津读书。离婚后终身未嫁。
1919年，在五四运动期间与老同学刘清扬等人成立“天津女界爱国同志会”组织天津妇女开展反帝爱国斗争，后又参于成立觉悟社，成为骨干分子。同年七、八月间，军阀张树元、马良在济南实施戒严并枪杀爱国人士，山东民意震荡。8月23日，为要求取消戒严令和惩办马良，天津、山东、北京、唐山等地各界代表共32人到北洋政府总统府请愿，但未获徐世昌总统接见，当晚包括郭隆真在内的27位请愿代表被捕入京师警察厅。8月26日至28日，京津两地学生与学生代表赴新华门、“国务院”、西辕门请愿。8月30日，北洋政府释放了被捕的全部代表。
1920年11月7日，郭隆真和同学张若名、南开中学学生周恩来等一起赴法勤工俭学。1923年经周恩来介绍加入中国共产党。1924年底，与湖南同学蔡畅一起到苏联莫斯科东方大学学习。
1925年，郭隆真回到北京，在李大钊、刘清扬等人负责的北方区党委领导下，协助国民党北京特别市党部妇女部的工作。1926年3月参加三一八示威活动。同年，中国国民党北京特别市党部在报子街49号创办杂志《妇女之友》和缦云女校。张挹兰任校长，郭隆真负责行政:33。
1927年4月，受国民党北京特别市党部侦缉处活动影响，郭隆真于家中被捕，被判处徒刑12年。1927年8月，安国军总司令部军法处公布大赦令，将涉及共产党案的定刑羁押罪犯改施行管束，郭林一的刑期变为受管束三年。1928年1月7日，郭林一向河北高等法院第一分院辩诉遭刑讯逼供、被迫画押，申请恢复自由。1928年6月，南京国民政府的北伐军占領北京。1929年3月，河北高等法院第一分院以“其与党国推翻军阀之目的尚能一致”为由，做出了不起诉处分，郭林一得以释放。但是失去与中国共产党的组织联系。
1929年在上海找到同学邓颖超，恢复了中共组织关系。旋即被派往哈尔滨，从事地下党工作。1930年6月，中共中央派郭隆真前往青岛开展革命工作，任山东省委委员，青岛市委常委、宣传部部长。同年11月2日，郭隆真在青岛被捕。
1931年春，郭隆真被押往济南。4月5日凌晨，韩复榘下令枪决包括郭隆真、中共一大代表邓恩铭在内的22人。郭隆真被杀害时年仅37岁。